# Дон Коскареллі
Дон Коскареллі молодший (англ. Don Coscarelli Jr.; нар. 17 лютого 1954) — американський кінорежисер, продюсер і сценарист. Найбільш відомий своєю роботою над фільмами жахів. Його режисерські роботи включають перші чотири фільми франшизи «Фантазм», а також «Повелитель звірів» (1982), «Бубба Хо-Теп» (2002) і «У фіналі Джон помре» (2012).

## Біографія
Коскареллі народився в родині італійських поселенців у Лівії та виріс у місті Лос-Аламітос, Південна Каліфорнії. Хоча його сім'я не була пов'язана з кінобізнесом, він був зачарований кінозйомкою в ранньому віці.
У віці 19 років Коскареллі став наймолодшим режисером, повнометражний фільм якого розповсюджувався великою студією, коли він продав свою незалежну драму «Джим, найкращий у світі» (1975) компанії Universal Pictures. Цей фільм став першою співпрацею Коскареллі з актором Лоуренсом Рорі Гаєм, який згодом став іконою жахів під псевдонімом Ангус Скрімм.
Коскареллі найбільш відомий за фільмом «Фантазм» (1979) і його продовженнями. Перший «Фантазм» мав успіх у прокаті, а також отримав спеціальний приз журі на фестивалі Fantastique Cinema в Аворіазі, Франція.
Коскареллі також був режисером і співавтором сценарію (разом з Полом Пепперменом) «Повелителя звірів» (1982). Фільм породив два продовження і телесеріал.
Коскареллі був лауреатом премії Брема Стокера за найкращий сценарій за фільм «Бубба Хо-Теп» (2002), який він також зрежисував.
Коскареллі також був режисером епізоду «Інцидент на гірській дорозі та поза нею» американського телесеріалу «Майстри жахів», який вийшов у 2005 році. У 2008 році Коскареллі придбав права на екранізацію роману Девіда Вонга «У фіналі Джон помре». Фільм був завершений у 2011 році, а вийшов у широкий прокат у 2013 році.

## Особисте
Коскареллі часто співпрацює зі своєю дружиною, художником по костюмах Шеллі Кей. Його донька — відомий кухар-веган Хлоя Коскареллі.

## Фільмографія

### Фільми
| Рік  | Назва                         | Режисер | Сценарист | Продюсер | Оператор | Монтажер |
| ---- | ----------------------------- | ------- | --------- | -------- | -------- | -------- |
| 1975 | Джим, найкращий у світі       | Так     | Так       | Так      | Так      | Ні       |
| 1976 | Кенні і компанія              | Так     | Так       | Так      | Так      | Так      |
| 1979 | Фантазм                       | Так     | Так       | Так      | Так      | Так      |
| 1982 | Повелитель звірів             | Так     | Так       | Ні       | Ні       | Ні       |
| 1988 | Фантазм 2                     | Так     | Так       | Ні       | Ні       | Ні       |
| 1988 | Боротьба за виживання         | Так     | Так       | Ні       | Ні       | Так      |
| 1994 | Фантазм 3: Повелитель мертвих | Так     | Так       | Так      | Ні       | Ні       |
| 1998 | Фантазм 4: Забуття            | Так     | Так       | Так      | Ні       | Ні       |
| 2002 | Бубба Хо-Теп                  | Так     | Так       | Так      | Ні       | Ні       |
| 2012 | У фіналі Джон помре           | Так     | Так       | Так      | Ні       | Так      |
| 2016 | Фантазм 5                     | Ні      | Так       | Так      | Ні       | Ні       |

### Серіали
- Майстри жахів, епізод «Подія на гірській дорозі» (2005)